# Guardapelo de dólar de comercio

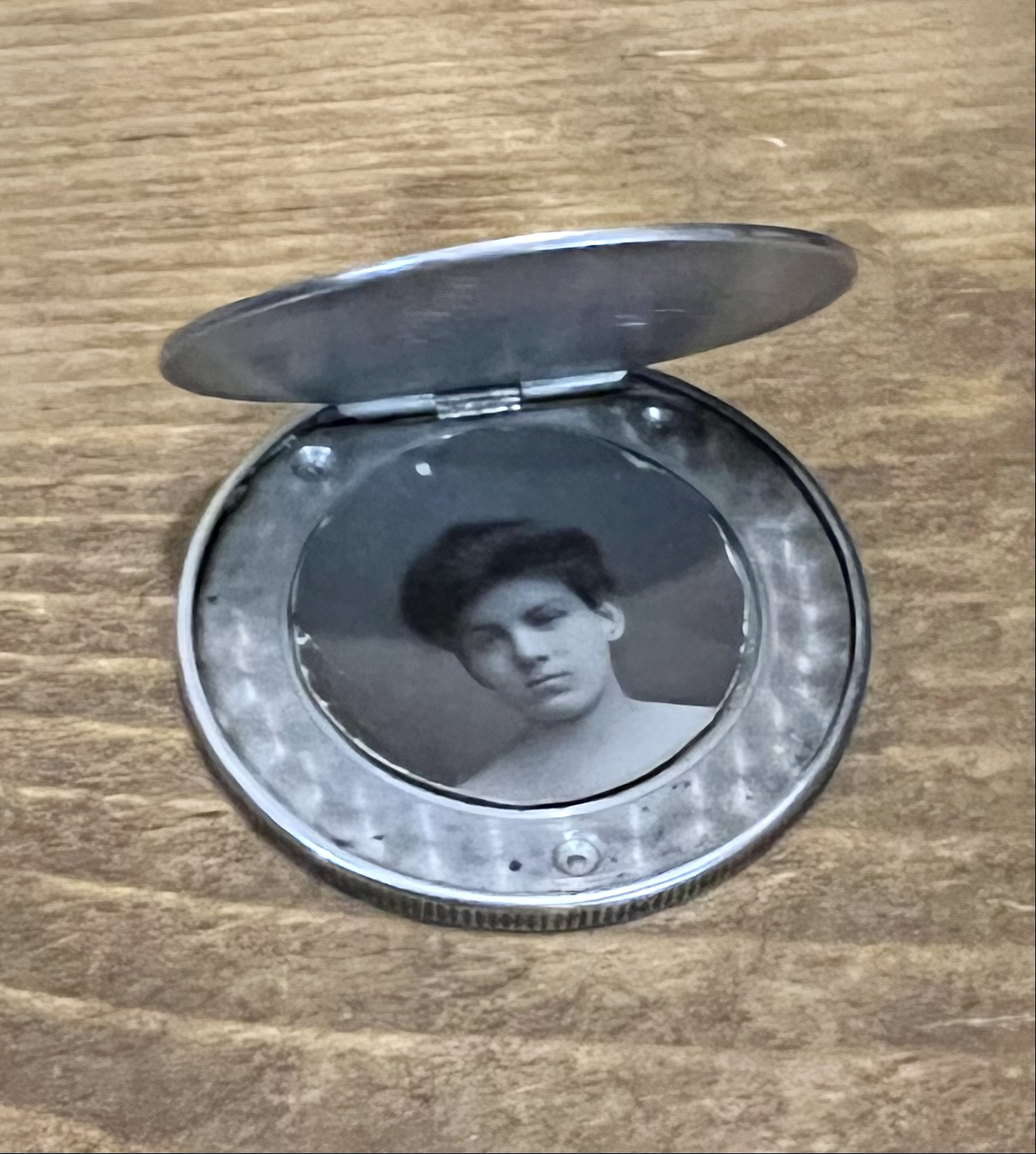
Guardapelo de dólar de comercio abierto, que revela una fotografía oculta.

Un guardapelo de dólar de comercio, también conocido como dólar de caja o dólar de opio, es un tipo de guardapelo creado a partir de dos monedas, generalmente dólares de comercio, que se unieron para formar un compartimento oculto. A medida que los dólares de comercio circulaban en Asia a fines del siglo XIX, se pensaba popularmente que los medallones se usaban para transportar opio oculto en el compartimiento secreto. También se podría colocar una imagen en el compartimento de la moneda, convirtiéndolo en un relicario tradicional.

## Historia
Estados Unidos acuñó dólares de comercio entre 1873 y 1878 para facilitar el comercio con Asia oriental. Los guardapelos de dólares comerciales se fabricaban uniendo dos monedas de este tipo para formar un compartimento, que podía abrirse presionando la tapa o el borde. A medida que los dólares de comercio circulaban en el este de Asia, incluida China, se pensaba que los guardapelos de dólares de comercio se usaban para ocultar una pequeña cantidad de opio, pero un anuncio de 1896 que lo comercializaba como un «guardapelo secreto» sugiere que no estaba destinado para su uso en el narcotráfico. Los expertos no están seguros de si las monedas alguna vez se usaron para ocultar opio, pero las monedas se usaron ampliamente en el comercio entre los Estados Unidos y Oriente, que es de donde procedía la mayor parte del opio. Una edición de 1893 de Donahoe's Magazine describió uno como «algo bonito para tener cerca» para ocultar una «cara querida que nadie más puede descubrir». En 1896, un catálogo ilustrado titulado Busiest House in America anunciaba un «guardapelo secreto» de seis dólares hecho con dólares de comercio.

## Función
Cuando estaba cerrada, la moneda parecía ser un dólar de comercio ordinario. Los guardapelos también podrían usarse tradicionalmente, para ocultar una imagen. Una publicación de 1896 que pretende ser uno de los fabricantes del guardapelo de dólar de comercio sugiere que la moneda no se usó para ocultar opio. El comerciante de monedas B. Max Mehl sugirió en su publicación mensual en 1919 que se podía «hacer hábilmente» un guardapelo con dos monedas por cinco a diez dólares.